# Hayashi Gakusai
Hayashi Gakusai est un nom japonais traditionnel ; le nom de famille (ou le nom d'école), Hayashi, précède donc le prénom (ou le nom d'artiste).
Hayashi Gakusai (林 学斎), aussi connu sous le nom de Hayashi Noboru, né le 12 novembre 1833 à Edo au Japon et décédé à l'âge de 73 ans le 14 juillet 1906 dans cette même ville, est un lettré néo-confucéen, enseignant, diplomate et administrateur au service du shogunat Tokugawa dans plusieurs domaines. Il fait partie des lettrés confucéens du clan Hayashi.
En tant que descendant de Hayashi Razan, il reçoit le titre héréditaire de daigaku-no-kami (« Dieu des études »), chef de l'académie néo-confucéenne du shogunat, le Yushima Seidō.

## Académicien
Gakusai est le douzième et dernier Daigaku-no-kami (« Dieu des études ») de la famille Hayashi mais le dixième officiel.
Il devient le dixième recteur officiel du Shōhei-kō (plus tard renommé en Yushima Seidō. Cette institution est au sommet du système d'enseignement et de formation du shogunat Tokugawa. Le titre de Daigaku-no-kami désigne le chef de l'éducation national.
Il fait partie des lettrés confucéens du clan Hayashi qui furent les conseillers personnels des shoguns Tokugawa. Le patriarche du clan, Hayashi Razan, qui vivait pour témoigner de son raisonnement philosophique et pragmatique, est à l'origine de l'idéologie néoconfucéenne officielle du Bakufu.
Cette évolution fut en partie élaborée sur l'idée que les samouraï formaient la classe gouvernante cultivée (bien qu'ils fussent en grande partie illettrés au début du shogunat Tokugawa). Razan aida à légitimer le rôle militariste du bakufu au début de son existence. Sa philosophie est intéressante sur le fait qu'elle encourage la classe des samouraï à se cultiver elle-même, une tendance qui deviendra de plus en plus répandue au cours de la vie de Razan et même après. L'aphorisme de Razan est à l'origine de ce point de vue :
« Aucune vérité n'est apprise sans les armes et il n'y a point de véritables armes sans apprentissage » .
Hayashi Razan et sa famille jouèrent un rôle important pour aider à cristalliser les fondements théoriques du shogunat Tokugawa.
Fidèles alliés du shogunat, lui et sa famille voient leurs privilèges et leur statut retirés pendant la restauration de Meiji en 1868.

## Service en tant que diplomate

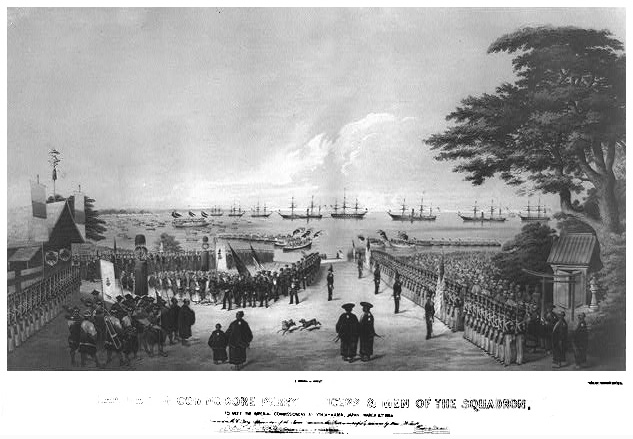
Arrivée du commodore Perry et de son équipage en vue d'une rencontre avec les représentants impériaux à Yokohama (Kanagawa) le 14 juillet 1853. Lithographie de Sarony & Co., 1855, par Wilhelm Heine.

- 8 mars 1854 (Kaei 7, 10e jour du 2e mois) : Le commodore Perry revient dans la baie d'Edo pour forcer les Japonais à signer le traité de Kanagawa. Le chef de la délégation japonaise est alors Hayashi Akira[4], qui était connu par les Américains sous le nom de « Prince représentant Hayashi »[5].

« Aussitôt, après la signature de l'échange du traité, le commodore Perry accueillit le premier représentant, le prince Hayashi, avec un drapeau américain en indiquant que ce cadeau était la plus haute expression de la courtoisie et de l'amitié nationales qu'il pouvait offrir. Le prince fut profondément touché et exprima sa gratitude. Le commodore accueillit ensuite les autres représentants avec des cadeaux qu'il leur avait spécialement réservés. Toutes les affaires ayant été conclues à la satisfaction des deux parties, les représentants japonais invitèrent Perry et ses officiers à un festin et des divertissements spécialement préparés pour l'occasion. » Récit de témoins américains.
La signature de Hayashi Noboru peut être vue sur la traduction japonaise de la version néerlandaise du traité, ce qui indique un certain degré d'implication dans cette négociation historique.